# Huitori
Huitori este o arie protejată (arie specială de conservare — SAC, sit de importanță comunitară — SCI) din Suedia întinsă pe o suprafață de 87,6 ha, integral pe uscat.

## Localizare
Centrul sitului Huitori este situat la coordonatele 65°38′03″N 24°04′00″E / 65.6341°N 24.0667°E.

## Înființare
Situl Huitori a fost declarat sit de importanță comunitară în mai 2006 pentru a proteja 1 specie de plante. Situl a fost protejat și ca arie specială de conservare în ianuarie 2014.

## Biodiversitate
Situată în ecoregiunile boreală și marină baltică, aria protejată nu include niciun habitat protejat.
La baza desemnării sitului se află o specie protejată de  plante: Primula nutans.